# Claviger longicornis
Claviger longicornis är en skalbaggsart som beskrevs av Müller 1818. Claviger longicornis ingår i släktet Claviger, och familjen kortvingar. Enligt den svenska rödlistan är arten nära hotad i Sverige. Arten förekommer i Götaland och Öland. Artens livsmiljö är jordbrukslandskap.